# Martin Zahálka
Martin Zahálka (* 1. prosince 1958 Praha) je český dabingový, divadelní a filmový herec. Vystudoval Střední průmyslovou školu strojní. Po maturitě pracoval dva roky jako promítač a poté se přihlásil na DAMU, obor herectví. Jeho učitelkou zde byla např. Jana Hlaváčová.
Své první divadelní angažmá absolvoval ve Státním divadle v Brně. Zde ale zůstal jen půl roku, poté přešel do Divadla J. K. Tyla v Plzni (1985–1992). Od roku 1992 je členem souboru Divadla na Vinohradech v Praze.

## Filmografie

### Herec
- Slunečná – 2020 role: pan Matějka
- Princip slasti – 2019
- Krejzovi – 2018
- Ohnivý kuře – 2017
- Nepovedený čert – 2016
- V jiném stavu – 2016
- Svatojánský věneček – 2015
- Labyrint – 2015
- Policie Modrava – 2015 role: Cerman
- Všechny moje lásky – 2015
- Nevinné lži – 2014
- Škoda lásky – 2013
- Obchoďák – 2012
- Kriminálka Anděl – 2012
- Vrásky z lásky – 2012
- Šťastný smolař – 2012
- Život je ples – 2011
- Smrť ministra – 2009
- Expozitura – 2009
- Vyprávěj – 2009
- Ordinace v růžové zahradě – 2009
- Policie Modrava – 2008
- Šejdrem – 2008
- Nemocnice na kraji města – nové osudy – 2008
- Kriminálka Anděl – 2008
- Láska in memoriam – 2007
- Operace Silver A – 2007
- Škodná – 2007
- V hlavní roli – 2007
- Nadměrné maličkosti – 2006
- Obsluhoval jsem anglického krále – 2006
- Anděl Páně – 2005
- Hadí tanec – 2005
- Ordinace v růžové zahradě – 2005
- Rána z milosti – 2005
- 3 plus 1 s Miroslavem Donutilem – 2004
- In nomine Patris – 2004
- Falešné obvinění – 2003
- Politik a herečka – 2000
- Motel Anathema – 1997
- Hospoda – 1996
- Katrin a Rut – 1995
- Byl jednou jeden polda – 1995
- Discopříběh 2 – 1991
- Druhý dech – 1988
- Šahrazád – 1985
- Jak se rozloučit s Odettkou – 1984
- Nasredin – 1984
- ...A bílá bledla, až celkem ztmavla – 1983

### Dabing
- Stranger Things – 2016
- San Andreas – 2015
- Thor – 2011
- Chlupatá odplata – 2010
- Legenda o sovích strážcích – 2010
- Megamysl – 2010
- Percy Jackson: Zloděj blesku – 2010
- Poslední vládce větru – 2010
- Prázdninový tábor – 2010
- Shrek: Zvonec a konec – 2010
- G. I. Joe – 2009
- Nová vesmírná odyssea – 2009
- Planeta 51 – 2009
- Koralína a svět za tajnými dveřmi – 2008
- Kouzelný svět malé Vlnky – 2008
- Garfield šokuje – 2007
- Legenda o třech klíčích – 2007
- Ratatouille – 2007
- Heuréka – město divů – 2006
- Spláchnutej – 2006
- Vetřelec: Únos – 2005
- Láska v bílém pekle – 2004
- Ztraceni – 2004
- Pán prstenů: Návrat krále - 2003
- Uličníci – 2003
- Pán prstenů: Dvě věže - 2002
- Teror ve vlaku – 2002
- Pán prstenů: Společenstvo prstenu - 2001
- Není král jako král – 2000
- Vždy tě budu milovat – 2000
- Děti z Duranga – 1999
- Žoldák: Legie zkázy – 1988
- Bulvár Pacific Drive – 1996
- Jalna – 1994
- Melrose Place – 1992
- Záchranáři u protinožců – 1990
- Tajemství Sahary – 1988
- Já, Claudius – 1976
- Robin Hood – 1973

V roce 2019 načetl audioknihu Ošklivé káčátko a Princezna na hrášku (vydala Audiotéka), audioknihu Říkají mi Lars (vydala Audiotéka), Lars láme kosti (vydala Audiotéka), Slepičí polévka pro duši (vydala Audiotéka) a titul Kořist (vydala Audiotéka). V roce 2020 načetl také Den opričníka (vydala Audiotéka) a Poutník z Mohameda – Alláhův hněv (vydala Audiotéka).